# Liste der Monuments historiques in Thuillières
Die Liste der Monuments historiques in Thuillières führt die Monuments historiques in der französischen Gemeinde Thuillières auf.

## Liste der Immobilien
| Bezeichnung            | Beschreibung                                          | Standort               | Kennzeichnung | Schutzstatus   | Datum     | Bild           |
| ---------------------- | ----------------------------------------------------- | ---------------------- | ------------- | -------------- | --------- | -------------- |
| Château de Thuillières | mit Taubenturm; 1725 erbaut, Entwurf Germain Boffrand | Rue de l’Église (Lage) | PA00107305    | Inscrit Classé | 1986 1989 | weitere Bilder |

## Liste der Objekte
| Bezeichnung               | Beschreibung                                         | Standort                       | Kennzeichnung | Schutzstatus | Datum | Bild |
| ------------------------- | ---------------------------------------------------- | ------------------------------ | ------------- | ------------ | ----- | ---- |
| Gemälde Kreuzigung        | Ölfarbe auf Leinwand, 17. Jahrhundert                | in der Kirche St-Valère (Lage) | PM88001809    | Inscrit      | 2010  |      |
| Hauptaltar                | Stein, farbig gefasst und vergoldet, 18. Jahrhundert | in der Kirche St-Valère (Lage) | PM88001810    | Inscrit      | 2010  |      |
| Rechter Seitenaltar       | Holz, farbig gefasst, 18. Jahrhundert                | in der Kirche St-Valère (Lage) | PM88001811    | Inscrit      | 2010  |      |
| Skulptur Madonna mit Kind | Stein, farbig gefasst, 16. Jahrhundert               | in der Kirche St-Valère (Lage) | PM88001812    | Inscrit      | 2010  |      |